# Dispositivo Valsalva

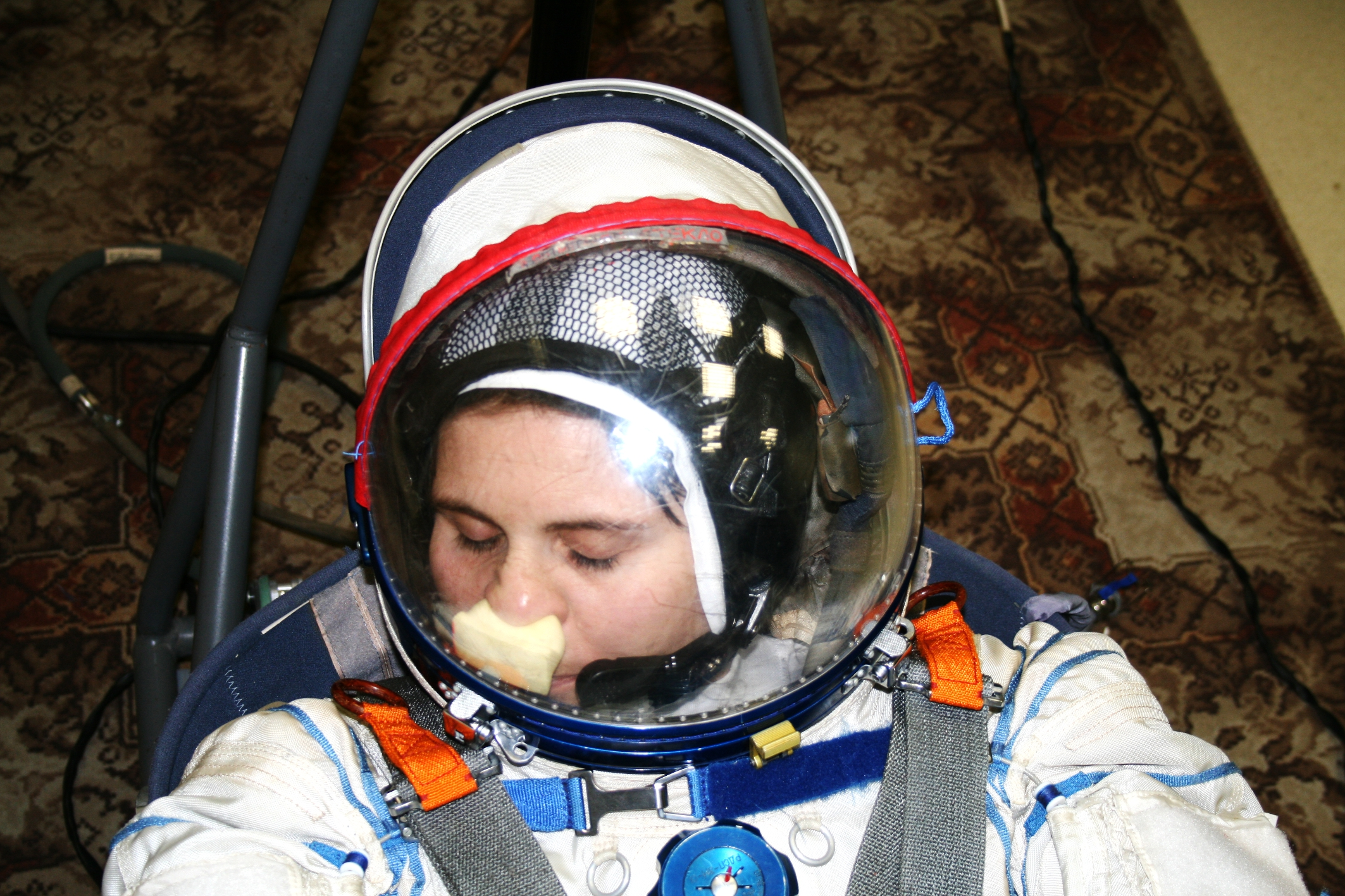
Samantha Cristoforetti dimostra l'uso del dispositivo Valsalva nella tuta spaziale Sokol.

Il dispositivo Valsalva è un sistema usato nelle tute spaziali e in alcune maschere e caschi da sub per consentire di compensare la pressione nelle orecchie eseguendo la manovra di Valsalva all'interno della tuta spaziale o della muta senza usare le mani per bloccare il naso. L'astronauta Drew Feustel lo ha descritto come "un dispositivo spugnoso usato per bloccare il naso nel caso in cui sia necessaria una regolazione della pressione".
Nel novembre 2011 l'astronauta ESA Samantha Cristoforetti ha pubblicato su Twitter una sua foto che dimostrava l'uso del dispositivo Valsalva nella tuta spaziale Sokol durante la fase di pressurizzazione.
Il dispositivo Valsalva è stato utilizzato anche per altri scopi. Il 25 maggio 2011 la NASA ha riferito che durante la seconda passeggiata spaziale della missione Space Shuttle STS-134, l'astronauta Andrew Feustel è stato in grado di asciugare le lacrime agli occhi causate dal sapone liquido anti-appannamento usando il dispositivo Valsalva come una spugna.